# Orígenes: El Bolero
Orígenes: El Bolero es el quinto álbum de estudio del grupo español Café Quijano. Salió a la venta en el mercado español el 30 de octubre de 2012. 

## Lista de canciones
| N.º | Título                                                  | Duración |
| --- | ------------------------------------------------------- | -------- |
| 1   | Como Siempre                                            | 3:11     |
| 2   | No, No Soy Yo                                           | 2:59     |
| 3   | Cúlpame                                                 | 3:01     |
| 4   | Desengaño                                               | 3:42     |
| 5   | Éramos Distintos                                        | 3:11     |
| 6   | Nunca Supe                                              | 2:52     |
| 7   | Prometo                                                 | 3:27     |
| 8   | Pienso en Ti Despacio (Guardo)                          | 3:35     |
| 9   | Qué Será de Mi                                          | 3:23     |
| 10  | Sé Que Vuelvo a Volver                                  | 3:03     |
| 11  | Quiero Que Mi Boca Se Desnude (feat. Armando Manzanero) | 3:26     |

- Datos: Q6053672